# ドラマどきっ!
『ドラマどきっ!』は、東北放送（TBCテレビ）にて2009年9月28日から2015年4月23日まで放送されていた平日午後の2時間ドラマ再放送枠である。

## 概要
TBCテレビは、2009年9月28日より『サカスさん』の後枠で14:55 - 16:48だった『ティータイムドラマ』（1時間ドラマ2枠）が13:55 - 14:55（1時間ドラマ1枠のみ）に時間移動し、その後番組としてスタートした。この番組では、『月曜ドラマスペシャル』、『月曜ミステリー劇場』、『月曜ゴールデン』の再放送や、日本テレビ系列で放送されていた『火曜サスペンス劇場』やテレビ東京系列で放送された『女と愛とミステリー』、『水曜ミステリー9』を放映している。2011年末をもって『ディータイムドラマ』が終了したことにより、2012年からは1時間ドラマを2話連続で放送することがあった。
なお、『ティータイムドラマ』で初回もしくは最終回が15分ないし30分延長した際（2011年12月まで）や『TBCスポッちスペシャル』（楽天イーグルス戦中継）、特別番組が放送される日は休止された（その場合は穴埋め番組が入る）。
2011年3月14日から4月29日までは、3月11日午後の東日本大震災発生の影響で『Nスタ』を全編フルネットする形となり、15時台に『ティータイムドラマ』、16時台に『水戸黄門』の再放送を放映した。
2011年10月3日よりティータイムドラマと枠を入れ替える。
2012年は夏休み特別企画で『夏休み映画どきっ!』として映画を放送した。
2014年10月6日より15:48 - 15:51に『三越テレショップ』が内包された。
2014年8月13日 - 8月19日までテレビ東京系金曜8時のドラマ・『刑事吉永誠一 涙の事件簿』を集中放送。
2015年1月より金曜は2時間バラエティ枠の『金バラ』（主にTBSのバラエティの再放送）となるため、月〜木曜の放送となる。更に同年4月27日から2016年4月1日までは月〜木曜15時台枠はテレビ東京制作等のバラエティ番組枠（『出没!アド街ック天国』・『主治医が見つかる診療所』等）となるため14時台のみとなりタイトルも『ごごおび!』と変わった。

## 放送時間
- 2009年9月28日 - 2011年9月30日：月 - 金曜14:55 - 16:48（JST、113分）
- 2011年10月3日 - 2014年3月28日：月 - 金曜13:55 - 15:55（JST、120分）
- 2014年3月31日 - 2014年10月3日：月 - 金曜13:55 - 15:48（JST、113分）
- 2014年10月6日 - 2014年12月19日：月 - 金曜13:55 - 15:51（JST、116分）
- 2015年1月6日 - 2015年4月23日：月 - 木曜13:55 - 15:51（JST、116分）

## 関連番組
- ごごドラ（仙台放送）
- 午後のワイド劇場（東日本放送）